# Ceiba crispiflora
Ceiba crispiflora är en malvaväxtart som först beskrevs av Carl Sigismund Kunth, och fick sitt nu gällande namn av P. Ravenna. Ceiba crispiflora ingår i släktet Ceiba och familjen malvaväxter. Inga underarter finns listade i Catalogue of Life.